# Sunrise (Norah Jones)
"Sunrise" is een nummer van de Amerikaanse zangeres Norah Jones. Het nummer verscheen op haar album Feels Like Home uit 2004. Op 2 februari van dat jaar werd het nummer uitgebracht als de eerste single van het album.

## Achtergrond
"Sunrise" is geschreven door Jones met Lee Alexander en geproduceerd door Jones met Arif Mardin. Het werd enkel een grote hit in Canada, waar het de vierde plaats bereikte. In de Amerikaanse Billboard Hot 100 kwam het nummer niet voor, alhoewel respectievelijk de posities 18 en 26 in de Adult Top 40 en de Adult Contemporary-lijst werd behaald. In het Verenigd Koninkrijk kwam het nummer tot de dertigste plaats. In Nederland werd de Top 40 niet bereikt en kwam het nummer enkel tot de zevende plaats in de Tipparade, maar stond het wel genoteerd in de Mega Top 100 met een 58e plaats als hoogste positie. Ook in Vlaanderen werd de belangrijkste hitlijst, de Ultratop 50, niet gehaald, maar kwam het nummer wel tot een negende plaats in de "Bubbling Under"-lijst.
In 2005 ontving "Sunrise" een Grammy Award in de categorie Best Female Pop Vocal Performance. Datzelfde jaar werd het nummer gebruikt in de film Because of Winn-Dixie. In de videoclip spelen Jones en haar band het nummer in een kinderlijke fantasiewereld.

## Hitnoteringen

### Mega Top 100
| Hitnotering: 21-02-2004 t/m 28-02-2004 | Hitnotering: 21-02-2004 t/m 28-02-2004 | Hitnotering: 21-02-2004 t/m 28-02-2004 | Hitnotering: 21-02-2004 t/m 28-02-2004 |
| Week                                   | 1                                      | 2                                      |                                        |
| -------------------------------------- | -------------------------------------- | -------------------------------------- | -------------------------------------- |
| Positie                                | 58                                     | 78                                     | uit                                    |

### NPO Radio 2 Top 2000
| Nummer met noteringen in de NPO Radio 2 Top 2000 | '04 | '05 | '06 | '07 | '08 | '09 | '10  | '11  | '12  | '13  | '14  | '15  | '16  | '17  | '18  | '19  | '20  | '21  | '22  | '23  | '24  |
| ------------------------------------------------ | --- | --- | --- | --- | --- | --- | ---- | ---- | ---- | ---- | ---- | ---- | ---- | ---- | ---- | ---- | ---- | ---- | ---- | ---- | ---- |
| Sunrise                                          | 405 | 447 | 735 | 951 | 776 | 756 | 1273 | 1134 | 1221 | 1053 | 1373 | 1445 | 1461 | 1653 | 1429 | 1667 | 1591 | 1547 | 1630 | 1619 | 1710 |

1. ↑  Een vetgedrukt getal geeft de hoogste notering aan.
2. ↑  2004 was het eerste jaar met een notering voor dit nummer.